# Marcellin Champagnat
Marcellin Joseph Benoît Champagnat, F.M.S. (20. května 1789, Marlhes – 6. června 1840, Saint-Chamond) byl francouzský římskokatolický kněz a řeholník, zakladatel a člen kongregace Bratří Maristů. Katolická církev jej uctívá jako světce.

## Život

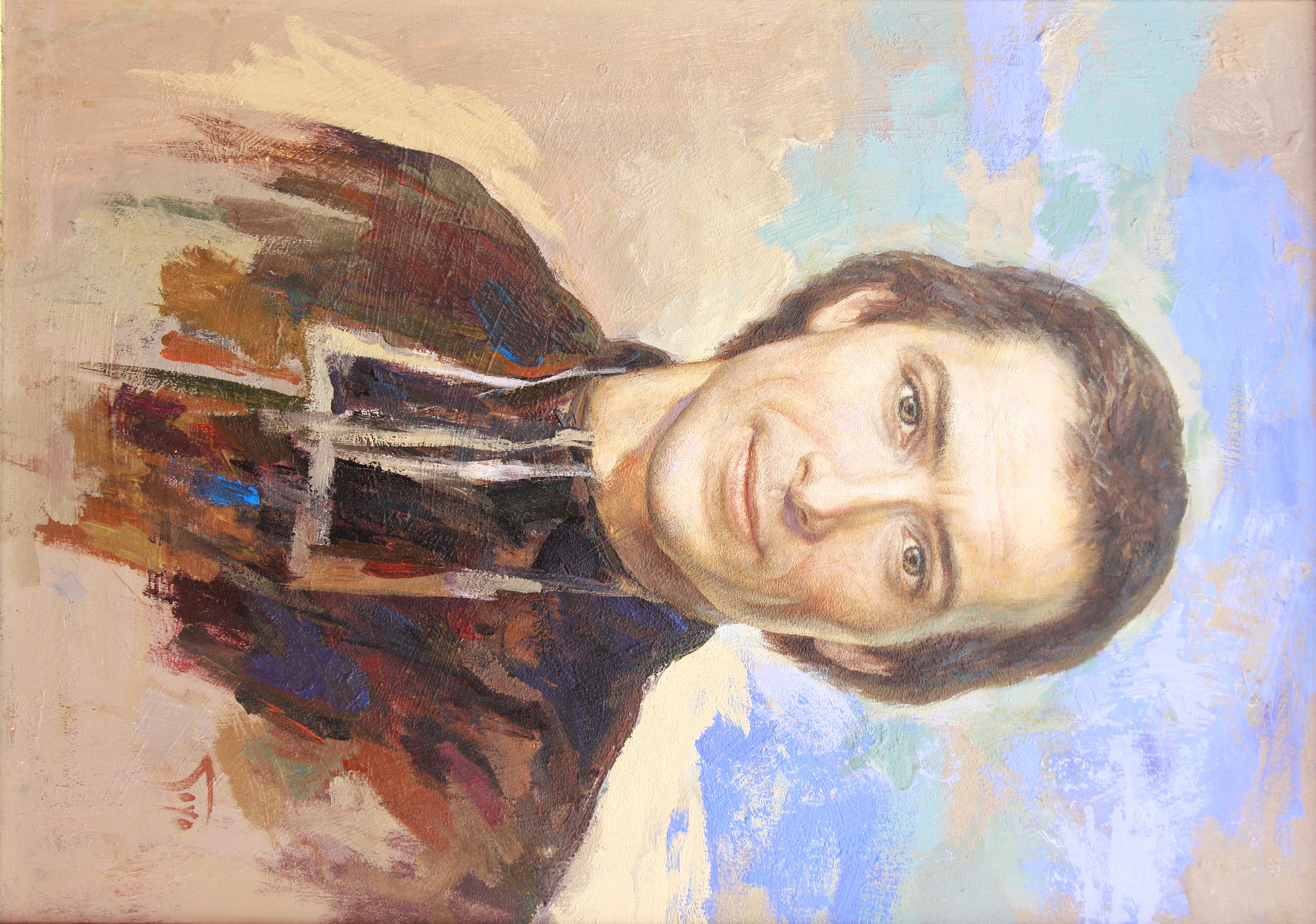
Portrét

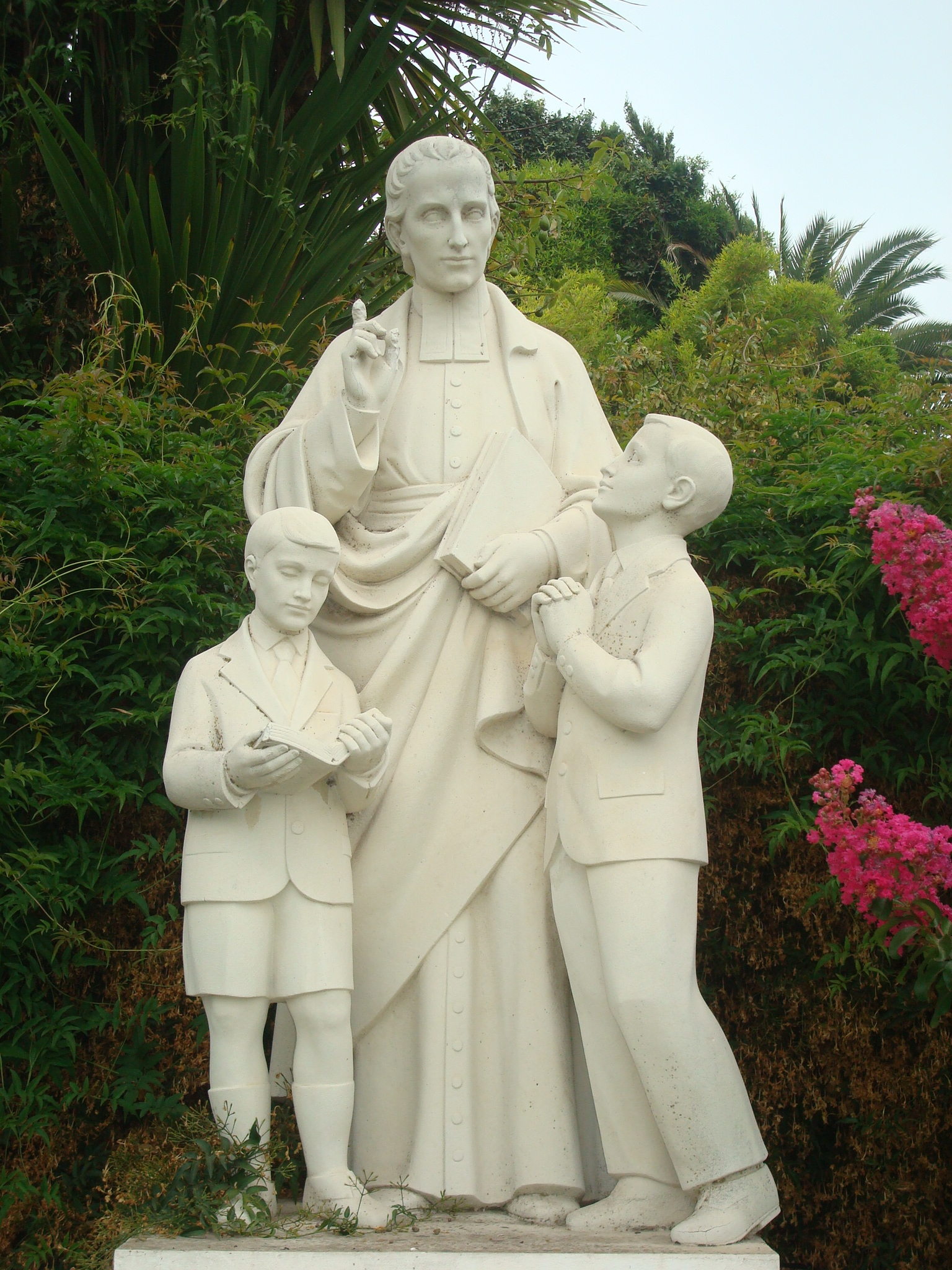
Jeho socha v Limache v Chile

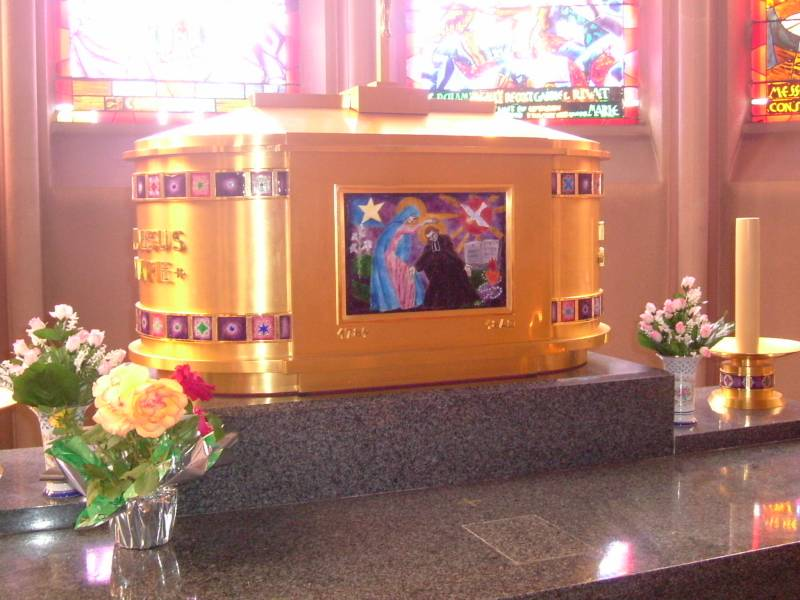
Relikviář s jeho ostatky v kapli v Saint-Chamond

Narodil se dne 20. května 1789 ve vesnici Rosey v obci Marlhes jako devátý z deseti dětí. Jeho rodiče byli zemědělci. V říjnu roku 1805 vstoupil do menšího semináře ve Verrières-en-Forez. Na studium si předtím vydělal chovem ovcí. Byl starší než mnoho svých spolužáků a v prvním ročníku propadl a byl poslán domů. Přijat zpět byl díky úsilí jeho matky, místního faráře a představeného semináře.
V listopadu roku 1813 nastoupil do velkého semináře Saint-Irénée v Lyonu, kde se seznámil mj. se sv. Janem Maria Vianneyem nebo Jeanem-Claude Colinem, pozdějším zakladatelem řeholní kongregace Společnost Marie. V roce 1815 se zde připojil k neformální skupině seminaristů, kteří podporovali myšlenku vytvoření struktury zasvěcené Panně Marii. Z této skupiny později vznikla jím založená kongregace.
Dne 22. července 1816 byl vysvěcen na kněze. Před odjezdem z Lyonu navštívil baziliku Notre-Dame de Fourvière, kde svěřil svou kněžskou službu pod ochranu Panny Marie. Dne 12. srpna 1816 byl ustanoven vikářem v La Valla-en-Gier. Zde byl oblíbený svými kázáními i výukou katechizmu. I za špatného počasí neváhal vyrazit, aby navštívil nemocné a udělil jim svátosti.
Na konci října 1816, po návštěvě Jeana-Baptisty Montagnena, umírajícího šestnáctiletého mladíka zcela neznalého základů katolického učení v něm znovu ožila myšlenka na založení nové mužské řeholní kongregace, jejíž členové by se věnovali výuce katechizmu. Poté si zakoupil malý domek jako zázemí pro novou kongregaci Bratří Maristů a 2. ledna 1817 do ní byli přijati první dva novicové. Novicům zjednal také potřebné učitele. Jeho dílo bylo inspirováno Bratry křesťanské nauky z Nancy, kongregace, která se později z jím založenou kongregací sloučila. V roce 1818 se stal představeným a duchovním vůdcem své kongregace, která se i přes skromné začátky a počáteční obtíže rozrůstala o nové členy i řeholní domy se školami v dalších oblastech, které si o jejich zřízení žádaly. Tyto školy byly vedeny tak, aby si studium zde mohli dovolit děti z chudých farmářských rodin.
Kvůli zhoršujícímu se zdravotnímu stavu roku 1839 rezignoval na funkci generálního představeného své kongregace a 12. října téhož roku byl zvolen jeho nástupce. Zemřel po dlouhé nemoci na rakovinu dne 6. června 1840 v nemocnici v Saint-Chamond. Pohřben byl následujícího 8. června. Jeho ostatky jsou uchovávány v relikviáři v kapli v Saint-Chamond.

## Úcta
Jeho beatifikační proces započal dne 9. srpna 1896, čímž obdržel titul služebník Boží. Dne 11. července 1920 jej papež Benedikt XV. podepsáním dekretu o jeho hrdinských ctnostech prohlásil za ctihodného. Dne 3. května 1955 byly uznány zázraky na jeho přímluvu, potřebné pro jeho blahořečení.
Blahořečen pak byl dne 29. května 1955 v bazilice sv. Petra papežem Piem XII. Dne 3. července 1998 byl uznán zázrak na jeho přímluvu, potřebný pro jeho svatořečení. Svatořečen pak byl dne 18. dubna 1999 na Svatopetrském náměstí papežem sv. Janem Pavlem II.
Jeho památka je připomínána 6. června. Bývá zobrazován v kněžském oděvu.